# Guyanas flag
Guyanas flag kendt som Den gyldne pilespids, består af en gul (gylden) pilespids med en rød triangel på grøn bund. Den gule pilespids er markeret på to sider med en smal hvid stribe og den røde trekant med en smal sort stribe. Flaget er fra 1966. Grundidéen til flaget stammer fra vexillologen Dr. Whitney Smith, da uden de hvide og sorte striber.
Det grønne symboliserer landbrug og skovene, det hvide; floder og vand, det gule; mineralforekomster (guld), det sorte udholdenhed og det røde symboliserer iver og dynamik.